# کهریزه علی‌آقا
کهریزه علی‌آقا (سابقاً کهریزه حوریزادخانم)، روستایی از توابع بخش مرکزی شهرستان بوکان در استان آذربایجان غربی ایران است. حوریزاد خانم از اهالی بوکان و همسر عزیزخان سردارکل بود.

## جمعیت
این روستا در دهستان آختاچی قرار دارد و براساس سرشماری مرکز آمار ایران در سال ۱۳۸۵، جمعیت آن ۲۱۸ نفر (۲۸خانوار) بوده‌است.